# Afstandsmåler
En afstandsmåler er et måleinstrument, som bruges til måle afstande med. Afstandsmåleren adskiller sig fra linealen, tommestokken og målebåndet ved ikke at kræve fysisk kontakt med det, der skal måles og den skal heller ikke spænde over hele den længde, der skal måles.
I stedet bestemmes afstanden vha. forskellige teknikker der er afhængig af, hvad instrumentet skal bruges til samt af den ønskede præcision.

## Forskellige typer afstandsmålere

### Ultralydsafstandsmåler
Her måles afstanden vha. en ultralydsimpuls, som sendes af sted og afstanden bestemmes ud fra den tid (første del) af impulsen er om at nå tilbage igen.
Denne måler er en ældre teknologi, som i dag kun bruges til billige afstandsmålere. Præcisionen er ikke specielt stor. Den typiske fejlvisning er omkring 1 %, såfremt både afstandsmålerapparatet og luften imellem det der skal måles, har samme temperatur. Dette skyldes at lydhastigheden varierer med temperaturen (og til dels også aktuelle lufttryk). Ultralydsafstandsmåleren derfor må have indbygget temperaturkompensation. Den måler således ikke korrekt hvis apparatet f.eks. har ligget i en lomme og dermed blevet varm. Endvidere kræver ultralydsafstandsmålerne forholdsvis rene flader at måle på, da lyden spredes i en forholdsvis bred kegle. Et objekt i umiddelbar nærhed af lydkeglen tættere på afstandsmåleren end den ønskede måleflade kan derfor risikere at blive målt i stedet. Det primære formål for denne type målere er at bestemme afstande til vægge, lofter og lignende store, jævne flader, hvor der ikke er forstyrrende objekter i nærheden af målevejen. Ellers bør man ikke stille store krav til præcisionen – eksempelvis hvor en ejendomsmægler på kundens vegne vil vide, hvor højt der er til loftet, afstand mellem vægge o.l. På trods af ultralydsafstandsmålerens meget begrænsede anvendelsesmuligheder udbydes den stadig i stor stil i byggemarkeder mv. Den må efterhånden mere betragtes som et stykke legetøj end et egentligt stykke værktøj, da den nyere laser-teknik har nået et prisleje hvor selv hobbyfolk kan være med.
Ultralydsafstandsmålere kan kendes på at de har én eller to dybe huller og i bunden af disse sidder der ultralydshøjttaler og -mikrofon eller en kombineret højttaler/mikrofon. De kan være udstyret med en laserpointer, der dog på ingen måde er involveret i afstandsberegningen, men blot tjener som sigtemiddel. Den praktiske anvendelse af den indbyggede laserpointer er dog ret begrænset i kraft af den store spredning der er på ultralydssignalet. I praksis er det derfor ikke noget problem at sigte med apparatet i fri hånd.

### Laserafstandsmåler
Denne type er den moderne efterfølger til ultralydsafstandsmåleren. Her bestemmes afstanden vha. en laserstråle, som rettes mod det objekt, der skal måles afstand til. Laseren tjener her både som måleredskab og som sigtemiddel. Afstanden beregnes ved at måle faseforskydningen af den del af laserstrålen, der reflekteres tilbage igen.
Præcisionen er rigtig god. En typisk forbrugermodel har en præcision på ± 3 mm i hele dens måleområde mens de mere professionelle typer kan have en præcision på ± 1 mm. Laserafstandsmålere forstyrres ikke af fremmede objekter tæt på målevejen medmindre disse er så tæt på, at de forhindrer optikken i at se den reflekterede del af laserstrålen, da laser og optik har en indbyrdes afstand på én til to cm. Laserafstandsmålerens begrænsninger består i at den dels er lidt afhængig af overfladen, der skal måles til, dels af belysningen. Meget mørke overflader kan medføre at afstandsmåleren ikke kan måle helt ud til dens designede maximumsafstand i kraft af den mindre refleksionsmængde. Meget stærkt lys i omgivelserne kan medføre at den reflekterede del af laserstrålen så at sige "drukner i lyshavet", med samme effekt til følge. Ved blanke overflader kan man risikere at der måles til det objekt, der reflekteres i den blanke overflade (dvs. via den reflekterende overflade).
Laserafstandsmåleren kan kendes på at den ikke har huller til lyd, men to linser (evt. dækket af beskyttelsesvindue) til laseren samt en større linse til modtageren. Præcisionen er, kun på det teoretiske plan, afhængig af temperatur og lufttryk. Med undtagelse af vejrlig som regnvejr og tåge har denne målertype derfor ikke noget problem med at leve op til deres specificerede præcision; den kan med de anførte undtagelser anvendes under praktisk talt alle tænkelige forhold der tillader uafbrudt laserstråle.

### Range finder kikkert
Har ikke et egentligt navn på dansk, men er en kikkert med indbygget afstandsmåler.
Der måles også med laser, men den adskiller sig fra den normale laserafstandsmåler ved typisk at bruge en infrarød laser. Opløsningen er ikke særlig stor, typisk i hele eller halve meter. Til gengæld er dens afstandsområde meget stort: Op til 4-800 meter for en typisk lavprismodel og op til et par kilometers længde for de professionelle modeller. Det typiske anvendelsesformål er afstandsbedømmelse i forbindelse med jagt, hvor jægeren skal tage højde for afstanden til byttet. Laseren er i langt de fleste øjensikret i kraft af den valgte bølgelængde og effekt på laserstrålen.

### Golfkikkert
Som navnet siger, en kikkert, der bruges til golf, så spilleren kan få afstanden til hullet afgjort mere præcist, end vedkommende selv kan bedømme. Der er to modeller.
Den teknologisk avancerede model, er egentlig "bare" en range finder kikkert, som er markedsført til golf-brug, men kan faktisk fint anvendes til mange formål.
Den klassiske golfkikkert er derimod ikke en afstandsmåler i samme forstand som de øvrige beskrevne typer. Den klassiske golfkikkert bruger i stedet det faktum, at højden på flaget pr. definition altid er den samme. Man sammenligner derved højden på flaget med en skala, som er indbygget i kikkerten, og dermed bestemmes afstanden. Præcisionen på den klassiske model er ikke stor, men dog fin til den mindre kritiske golfspillere. Selvklart kan den, modsat range finderen, ikke bruges til at bestemme afstanden til vilkårlige objekter (med mindre størrelsen på disse er kendt på forhånd, og hvis ikke samme højde som flaget, må man tage højde for størrelsesforholdet).